# هيرفيه فيشر
هيرفيه فيشر (بالفرنسية: Hervé Fischer)‏ هو كاتب فرنسي، ولد في 1941 في باريس في فرنسا.

## وصلات خارجية
- الموقع الرسمي